# West Caicos
West Caicos (ou Caïcos de l'Ouest) est une île de l'archipel des Caïcos, dépendantes du territoire des Îles Turques-et-Caïques.

## Histoire
Historiquement, les indiens Lucayas furent les premiers habitants de West Caicos, mais ils furent décimés ou déportés comme esclaves par les Espagnols et l'île resta inhabitée.
Vers 1727, le pirate français Jean Thomas Dulaien installa son repaire sur l'île de West Caicos qu'il ne quittera qu'en 1728 pour prendre sa retraite.
Dans les années 1890, l'île fut exploitée pour ses salines et la culture du sisal. La ville, aujourd'hui en ruine, de Yankee fut donc fondée et un chemin de fer fut même construit sur l'île.
Au début des années 1960, Rafael Leónidas Trujillo Molina, dirigeant de Saint-Domingue, tenta de racheter l'île entière pour s'y réfugier mais ne put parvenir à ses fins.
En 1972, une compagnie pétrolière voulut construire une raffinerie sur l'île et construisit une piste d'atterrissage sur l'île. Ce projet échoua mais la piste d'atterrissage est restée.

## Source
- (en) TCI Mall Turks and Caicos Islands - West Caicos

1. ↑  Léon Vignols, La piraterie sur l'Atlantique au XVIIIe siècle, Paris, Typographie Oberthur, 1890 (lire en ligne)